# إيرل هوكر
إيرل هوكر (بالإنجليزية: Earl Hooker)‏ (15 يناير 1929 – 21 أبريل 1970) هو عازف جيتار أمريكي ومغني بلوز,اشتهر بعمله مع فنانين مشهورين امثال : جون لي هوكر، سوني ويليامسون، وقد تأثر إيرل هوكر بالأساليب الحديثة في عزف الجيتار التي كان يعزفها روبرت نايثاوك، وبدأت شهرة إيرل هوكر تزداد بعد غناءه في حفلات عديدة وعمله عقود عمل مع عدة شركات تسجيل، وعام 1970 وبينما كانت حياته المهنية على قدم وساق، توفي إيرل هوكر عن عمر يناهز 41 عاما بعد صراع مع مرض السل.

## بداية حياته
ولد إيرل زيبيدي هوكر بمقاطعة كوتمان في ولاية الميسيسبي، وعندما بلغ عامه الأول انتقل والداه إلى شيكاغو، وكان إيرل هوكر يستمع إلى الموسيقى في سن مبكرة، وحينما بلغ العاشرة من عمره تعلم عزف الجيتار، وعلى الرغم من اكتسابه مهاره عالية في عزف الجيتار إلا أنه لم يظهر أي اهتمام بالغناء، كان قد أثر على حياته المهنية إصابته بمرض السل، إذ كانت يوجب عليه زيارة المشفى بشكل دوري.
بدأ هوكر بالعزف على نواصي شوارع شيكاغو مع أصدقاء طفولته بما في ذلك صديقه الحميم ديدلي، وكانت الموسيقى المفضلة لدى هوكر هي البلوز وقام بعزفها بشكل ماهر وقام بتطوير أساليب في عزف الجيتار مثل عزفه للجيتار بأسنانه ومن وراء عنقه .
وفي ذلك الوقت أنشأ علاقة مع روبرت نايثاوك، وقام نايثاوك بتعليم هوكر بعض المهارات في عزف الجيتار، وقاما بالعزف معا في شوارع شيكاغو .

## آخر العروض
بعد إقامته في كاليفورنيا، رجع إلى شيكاغو وقام بعمل عروض بانتظام في شيكاغو، بما في ذلك مهرجان البلوز الأول في 30 أغسطس 1969 الذي استقطب حوالي 10000 شخص، وفي أكتوبر عام 1969 سافر إلى أوروبا كجزء من مهرجان البلوز الشعبي الأمريكي، وقد أقام ما يقارب 20 حفلة موسيقية في 9 بلدان أوروبية وحين رجوعه إلى شيكاغو أقام بضعة حفلات موسيقية، وبعد ذلك وفي 21 أبريل 1970 كان هوكر في المستشفى، وقد توفي نتيجة مضاعفات مرض السل ودفن في مقبرة ريستيفال في شيكاغو .